# 関長尚
関 長尚（せき ながなお）は戦国時代の武将。

## 生涯
関成重の次男として尾張国一宮で生まれる。天正3年（1575年）11月、織田氏の家督を継いだ織田信忠に仕える。
天正10年（1582年）の甲州征伐には信忠側近として従軍し、武田勝頼の首級を信忠の使者として織田信長に届ける役目を務め、その恩賞として信長から馬と金百両を受領したという。
本能寺の変後は織田信雄付きの家臣として成政と共に出仕するが、小牧・長久手の戦いの際に成政は森長可の要請を受けて羽柴秀吉へと寝返ってしまう。しかし、長尚は秀吉の元へは走らず、そのまま信雄への出仕を続けようとするが信雄の成政への怒りは深く、長尚は謀叛の疑い有りとして捕縛され処断された。